# Kanton Saint-Jean-de-la-Ruelle
Saint-Jean-de-la-Ruelle is een kanton van het Franse departement Loiret. Het kanton maakt deel uit van het arrondissement Orléans.
Het kanton omvatte tot 2014 uitsluitend de gemeente Saint-Jean-de-la-Ruelle.
Bij herindeling van de kantons door het decreet van 25 februari 2014 met uitwerking op 22 maart 2015 werden daar volgende gemeenten aan toegevoegd :
- La Chapelle-Saint-Mesmin
- Ingré